# Cổ Thiên Lạc
Cổ Thiên Lạc (tiếng Trung: 古天樂, tiếng Anh: Louis Koo Tin-Lok; sinh ngày 21 tháng 10 năm 1970) là một nam diễn viên, ca sĩ, nhà sản xuất điện ảnh kiêm doanh nhân người Hồng Kông. Anh từng là gương mặt nổi bật và diễn viên chủ chốt của đài truyền hình TVB.

## Tiểu sử và sự nghiệp
Trước khi đến với điện ảnh, Cổ Thiên Lạc đã từng ngồi tù vì tội ăn cắp. Anh làm nhiều công việc khác nhau như hầu bàn, bán đồ ăn nhanh, bảo vệ,... cho đến khi anh tình cờ được phát hiện và mời làm người mẫu cho những cuốn băng karaoke MTV nhờ đẹp trai (trường hợp tương tự xảy ra với Takeshi Kaneshiro). Cho đến năm 1993 thì TVB ký hợp đồng với Cổ Thiên Lạc.
Sau giải thưởng năm 1999, đến năm 2001, Cổ Thiên Lạc một lần nữa được bầu làm nam diễn viên được yêu thích nhất cho vai Hạng Thiếu Long (項少龍) trong bộ phim truyền hình TVB "Cỗ máy thời gian" (尋秦記, A Step into the Past dựa trên tác phẩm Tầm Tần Ký của Huỳnh Dị), đồng thời kiêm luôn giải "Nam nghệ sĩ có phong cách thời trang nhất" (The Most Stylish Personality Award and Men of Power) cùng trong năm 2001.
Những phim truyền hình Cổ Thiên Lạc để lại ấn tượng là vai Dương Quá (楊過) trong "Thần điêu hiệp lữ 1995" (神鵰俠侶) đóng cặp với Lý Nhược Đồng; vai trung sĩ cảnh sát Từ Phi trong phim "Hồ Sơ Trinh Sát 4" cùng với Tuyên Huyên, Trần Cẩm Hồng, Xa Thi Mạn, vai phản diện Trương Tự Lực trong "Thử Thách Nghiệt Ngã " (創世紀II天地有情), và Hạng Thiếu Long trong phim Cỗ máy thời gian cùng vô số các vai diễn khác trước đó trong "Giáo sư ưu ái", "Liệt hỏa hùng tâm", "Lệnh truy nã", "Duyên tình đôi chủ"...
Sau thời gian đóng phim lẻ xã hội đen, và một loại phim ma trong series "Âm Dương Lộ" (Troublesome Night) khoảng thời gian đầu những năm 2000 Cổ Thiên Lạc chuyển sang những vai hài, lãng mạn trong những cuốn phim tình cảm nhẹ nhàng.
Album được chú ý nhất của Cổ Thiên Lạc là "Mr.Cool". Từ đó fan hâm mộ kêu anh luôn bằng biệt danh này "Mister Cool" thì thấy hợp với tên của anh. Tên tiếng Anh của Cổ Thiên Lạc là Louis Koo, hay là Koo Louis. Viết tắt sẽ thành "Koo L". Viết gần nhau thì thành "KooL", đọc tương tự như "cool". Anh còn biết danh khác là Cool Jay.
Vai phản diện gần đây nhất của Cổ Thiên Lạc là tay xã hội đen sát máu Jimmy trong "Tranh giành quyền lực" (Election phần 1 và 2). Anh nhận được những lời ngợi khen của nhiều chuyên gia quốc tế qua vai diễn xuất sắc này khi bộ phim Election 2 (còn gọi là Triad Election) được đem đi trình chiếu tại liên hoan phim Cannes năm 2006.

## Phim và Chương trình truyền hình

### Truyền hìnhTVB
2001:
- Cỗ máy thời gian (phim truyền hình) (尋秦記) - vai: Hạng Thiếu Long (項少龍)

2000:
- Thử thách nghiệt ngã II (phim truyền hình 2000) (創世紀天地有情) - vai: Trương Tự Lực (張自力)

1999:
- Hồ sơ trinh sát IV (刑事偵緝檔案IV) - vai: Từ Phi (徐飛)
- Chú chó thông minh (phim truyền hình 1999) (宠物情缘) - vai: Đới Triển Thạc (戴占石)

1998:
- Càn Long Đại đế (phim truyền hình 1998) (乾隆大帝) - vai: Hoàng đế Càn Long (乾隆), bối cảnh của phim khi Càn Long đang là Tứ bối lặc và ở nhờ một gia đình có nhị vị tiểu thư.
- Liệt hỏa hùng tâm (烈火雄心) - vai: Lưu Hải Bách (劉海柏)

1997:
- Mỹ vị thiên vương (美味天王) - vai: Kiều Bách Cao (喬柏高)
- Lệnh truy nã (phim truyền hình 1997) (廉政追緝令) - vai: Phương Trác Văn (方卓文)
- Đại thích khách (phim truyền hình 1997) (大刺客) - vai: Yên Hoa

1996:
- Loan đao phục hận (phim truyền hình 1996) (圓月彎刀) - vai: Đinh Bằng
- Thiên địa nam nhi (phim truyền hình 1996) (天地男兒) - vai: Diệp Thừa Khang (葉承康)

1995:
- Thần điêu đại hiệp (phim truyền hình 1995) (神鵰俠侶) - vai: Dương Quá (楊過)
- Hạnh phúc đâu tự có (phim truyền hình 1995) (餐餐有宋家) - vai: Tống Quý (东贵)

1994:
- Xin chào thầy (phim truyền hình 1994) (阿Sir 早晨) - vai: Lục Kiến Tài (吕建泰)
- Câu chuyện hôn nhân (phim truyền hình 1994) (婚姻物語)

### Điện ảnh
- 1994：重案實錄Ｏ記 Organized Crime & Triad Bureau
- 1994：男兒當入樽 Let's Go Slam Dunk
- 1996：龍虎缽蘭街 Long Hổ đường cùng
- 1996：旺角的天空２男燒衣 Those Were The Days
- 1997：玩火 On Fire
- 1997: 職業大賊 The Professional
- 1997：(陰陽路I) Lộ âm dương I
- 1997：(陰陽路II之我在你左右) Lộ âm dương II
- 1998：(陰陽路III之升棺發財) Lộ âm dương III
- 1998：(陰陽路IV與鬼同行) Lộ âm dương IV
- 1998：(邪教檔案之末日風暴) God.Com
- 1998: (極度重犯) Cực độ tội phạm (phim 1998) - vai: Don Lee
- 1999：(陰陽路V之一見發財) Lộ âm dương V
- 1999：(陰陽路VI之兇週刊) Lộ âm dương VI
- 1999: (甜言蜜語) Điềm ngôn mật ngữ (phim 1999) - vai: Kam Shui
- 1999：(新家法) Quy chế giang hồ (phim 1999) - vai: David Chow
- 1999：(爆裂刑警) Bạo liệt hình cảnh (phim 1999) - vai: Brian
- 1999：(龍在邊緣) Long tại biên duyên (phim 1999) - vai: Wong Chi-Sing
- 1999：(夜叉) Dạ xoa
- 1999：(監獄風雲之少年犯) Thiếu niên phạm
- 2000：(陰陽路VII柒之撞到正) Lộ âm dương VII
- 2000：(賊公子) Super Car Criminals
- 2000：(中華賭俠) Trung Hoa bịp vương
- 2000：(特攻) Đặc công Badboy
- 2001：野獸之瞳 Born Wild
- 2001：蜀山傳 Thục Sơn Kỳ Hiệp
- 2001：絕世好 Bra La Brassiere
- 2001：窗內閃爍的音符
- 2002: (我家有一隻河東獅) Sư tử Hà Đông (phim 2002) - vai: Trần Tháo - Diễn viên khác: Trương Bá Chi, Phạm Băng Băng
- 2002：(嚦咕嚦咕新年財) Tâm niệm phát tài (phim 2002) - vai: Louis - Diễn viên khác: Lưu Đức Hoa, Lưu Thanh Vân
- 2002：乾柴烈火 Dry Wood, Fierce Fire
- 2002：絕世好Ｂ Mighty Baby
- 2002：當男人變成女人 Women from Mars
- 2002：黑俠２ Black Mask 2: City of Mask
- 2003：百年好合 Bách niên hảo hợp
- 2003：失憶界女王 Why Me? Sweetie!
- 2003：戀上你的床 Good Times, Bed Times
- 2003：豪情 Naked Ambition
- 2003：忘不了 Lost in Time
- 2004：鬼馬狂想曲 Fantasia (Diễn viên khác: Trương Bá Chi, Lưu Thanh Vân, Trần Tiểu Xuân)
- 2004：戀情告急 Love on The Rock
- 2004：柔道龍虎榜 Throwdown / Nhu đạo Long Hổ bang (Diễn viên khác: Quách Phú Thành)
- 2005：(黑社會) Hắc xã hội I (phim 2005) - vai: Jimmy - Diễn viên khác: Lương Gia Huy, Nhậm Đạt Hoa
- 2006：(黑社會以和為貴) Hắc xã hội II (phim 2006) - vai: Chiêm Mễ - Diễn viên khác: Nhậm Đạt Hoa, Lâm Gia Đống
- 2006：(寶貝計劃)(飾百達通) Kế hoạch Baby (phim 2006) - vai: Bá Đạt Thông - Diễn viên khác: Thành Long, Thái Trác Nghiên
- 2006：沖出水世界（美國動畫）Flushed Away
- 2006：生日快樂 Happy Birthday
- 2007：(導火線) Đảo hỏa tuyến (phim 2007) - vai: Hoa Sinh - Diễn viên khác: Chân Tử Đan, Phạm Băng Băng
- 2007：鐵三角 Thiết tam giác
- 2007：(門徒) Môn đồ (phim 2007) - Diễn viên khác: Lưu Đức Hoa, Ngô Ngạn Tổ
- 2008： 保持通話 Xin đừng gác máy
- 2008：(個好爸爸) Cha tôi là Gangster (phim 2008) - vai: Lý Thiên Ân - Diễn viên khác: Ngô Chí Hùng, Trần Huệ Mẫn
- 2009: All's well, end's well - Gia hữu hỷ sự
- 2009: 竊聽風雲 Overheard (Diễn viên khác: Lưu Thanh Vân, Ngô Ngạn Tổ)
- 2009: 大內密探靈靈狗 On His Majesty's Secret Service / Đại nội mật thám: linh linh cẩu (Diễn viên khác: Từ Hi Viên)
- 2009: 意外 Accident Ngoài ý muốn
- 2009: 撲克王 Poker King / Bộc Khắc Vương
- 2010: 花田囍事 All's Well End's Well Too 2010 / Hoa Điền Hỷ Sự
- 2010: (鎗王之王) Chậm thì Chết (phim 2010) - vai: Ken Kwai-Yang
- 2010: 一路有你 The Road Less Traveled / Luôn Có Anh Bên Đời
- 2011: 最強囍事 All's Well Ends Well 2011 / Tối Cường Hỷ Sự
- 2011: 神奇俠侶 Mr. and Mrs. Incredible / Thần Kỳ Hiệp Lữ
- 2011: 單身男女 	Don't Go Breaking My Heart / Đơn Thân Nam Nữ
- 2011: 倩女幽魂/Thiến nữ u hồn (phim 2011)|A Chinese Fairy Tale / Thiến Nữ U Hồn]
- 2012: Cao Hải Bạt Chi Luyến 2(Romancing In Thin Air II)-Vai:Michael Lau
- 2012: Trận Chiến Ma Tuý (Drug War)-Vai:Timmy Choi
- 2013: Bão trắng I: Cuộc chiến Á phiện (phim 2013) - vai: Tô Kiến Thu - Diễn viên khác: Trương Gia Huy, Lưu Thanh Vân
- 2014: Thiết Thính Phong Vân 3
- 2014: Đơn Thân Nam Nữ 2 (Don't Go Breaking My Heart II) - Vai: Sean Cheung
- 2015: Kỳ nghỉ ở Paris (phim 2015) - vai: Lâm Tuấn Kiệt - Diễn viên khác: Quách Thái Khiết, Lưu Tử Nghiên
- 2015: Sát phá lang II: Giết không tha (phim 2000) - vai: Thất Sát Tinh - Diễn viên khác: Ngô Kinh, Tony Jaa
- 2015: Mê Thành (Wild City)
- 2015: Bao La Vùng Trời
- 2015: Cô Hiệu Trưởng Của Năm Đứa Bé (Little Big Master)-Vai: Tse Wing-tung
- 2016: Nhớ Cha Da Diết (Shed Skin Papa) - Vai: Tin Lik-hang
- 2016: Phong Thần Bảng (League of Gods)
- 2016: Tam nhân hành
- 2016: Huyết Chiến
- 2016: Sứ Mệnh Nội Gián 1
- 2017: Giao lộ âm dương (phim 2017) - vai: Sam
- 2017: Độc Giới (Dealer Healer)
- 2017: Sát phá lang III: Tham lang (phim 2017) - vai: Lee Chung-Chi - Diễn viên khác: Ngô Việt, Lâm Gia Đống
- 2018: Võ lâm quái thú
- 2019: Ngôi Nhà Có Tầm Nhìn (A Home With A View)
- 2019: Trùm Hương Cảng II: Truy long (phim 2019) - vai: Sky Ho - Diễn viên khác: Lương Gia Huy, Nhậm Đạt Hoa
- 2019: Hiện Trường Tội Phạm (A Witness Out Of The Blue)
- 2019: Đội Chống Tham Nhũng 4
- 2019: Sứ mệnh nội gián 2
- 2019: Bão trắng II: Trùm Á phiện (phim 2019) - vai: Địa Tạng - Diễn viên khác: Lưu Đức Hoa, Miêu Kiều Vỹ
- 2021: Chân Tam Quốc vô song (phim 2021) - vai: Lã Bố - Diễn viên khác: Cổ Lực Na Trát
- 2021: Huyền thoại Mai Diễm Phương

...

## Âm nhạc

### Album
2000:
- 男朋友 (bạn trai)

2001:
- 今期流行

2002:
- 樂天 (Lạc Thiên)

2003:
- Mr.Cool

2006:
- 藍色的緣份

### Nhạc phim
Anh hát bài hát chủ đề cho một số bộ phim truyền hình TVB mình từng tham gia:
- Ẩn dấu - OST Lệnh truy nã (phim truyền hình 1997)
- Hạng đàn ông như anh - OST Thử thách nghiệt ngã II (phim truyền hình 2000)
- Thiên mệnh tối cao - OST Cỗ máy thời gian (phim truyền hình).

## MV và Karaoke
- 如風 (Như cơn gió) - Ca sĩ: Vương Phi (王菲)
- 夏日傾情 (Nhật hạ khuynh tình / Ngày hè yêu đương) - Ca sĩ: Lê Minh (黎明)
- 情人 (Happy Birthday) - Ca sĩ: Lưu Đức Hoa (劉德華)
- 寒冰 (Băng lạnh) - Ca sĩ: Vương Hinh Bình (王馨平)
- 海闊天空 (Biển rộng trời cao) - Ca sĩ: Beyond
- 只想-生跟你走 (Một thuở yêu người) - Ca sĩ: Trương Học Hữu (張學友)
- 心軟 (Mềm lòng) - Ca sĩ: Châu Huệ Mẫn (周慧敏)
- 溫馨不再 (Sans Amour) - Ca sĩ: Trần Tùng Linh (陳松伶)
- 夜機 - Ca sĩ: Trần Tuệ Nhàn (陳慧嫻)
- 全因身邊有你 - Ca sĩ: Trịnh Gia Dĩnh (鄭嘉穎)